# 圣让德利韦
圣让德利韦（法語：Saint-Jean-de-Livet，法語發音：[sɛ̃ ʒɑ̃ də livɛ] ⓘ）是法国卡尔瓦多斯省的一个市镇，属于利雪区。

## 地理
圣让德利韦（49°5'48"N, 0°15'0"E）面积3.47 平方千米，位于法国诺曼底大区卡爾瓦多斯省，该省份为法国西北部沿海省份，北濒大西洋英吉利海峡，东北与滨海塞纳省以海上边界相接，东临厄尔省，南至奧恩省，西与芒什省接壤。
与圣让德利韦接壤的市镇（或旧市镇、城区）包括：格洛、勒梅尼勒纪尧姆、普雷特勒维尔、圣日耳曼德利韦、圣马丹德拉略、圣马丹德马约。

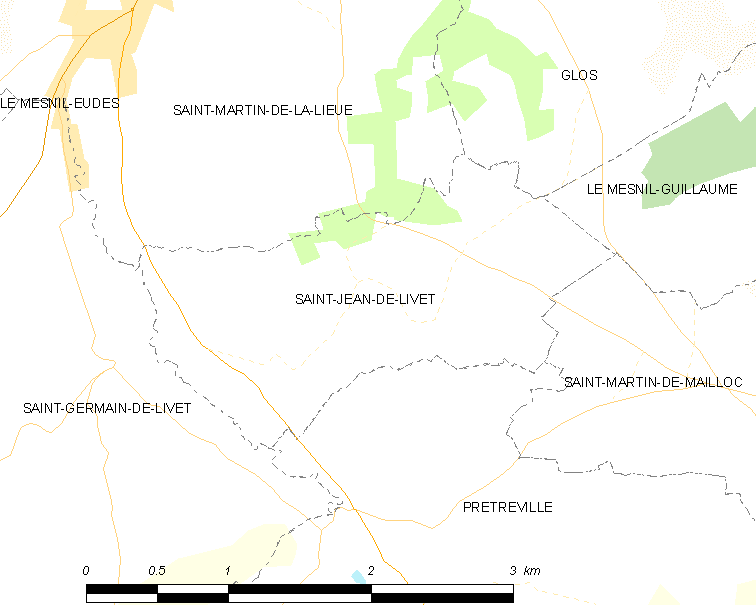
圣让德利韦的OSM定位图

圣让德利韦的时区为UTC+01:00、UTC+02:00（夏令时）。

## 行政
圣让德利韦的邮政编码为14100，INSEE市镇编码为14595。

## 政治
圣让德利韦所属的省级选区为梅济东瓦莱多日县。

## 人口

1962-2008年间圣让德利韦人口变化图示

圣让德利韦于2022年1月1日时的人口数量为238人。